# Uroteuthis sibogae
Calmar siboga
Espèce
Uroteuthis sibogae, le Calmar siboga, est une espèce de calmars de la famille des Loliginidae.

## Distribution
Ce calmar se rencontre en Afrique du Sud, au Bangladesh, en Birmanie, en Chine, à Hong Kong, en Inde, en Indonésie, à Macao, en Malaisie, à Singapour, au Sri Lanka, en Thaïlande et au Viêt Nam.

## Systématique
Le nom valide complet (avec auteur) de ce taxon est Uroteuthis sibogae (Adam, 1954).
L'espèce a été initialement classée dans le genre Doryteuthis sous le protonyme Doryteuthis sibogae Adam, 1954.
Uroteuthis sibogae a pour synonymes :
- Doryteuthis sibogae Adam, 1954
- Loligo sibogae (Adam, 1954)
- Uroteuthis sibogae (Adam, 1954)